# EVB VT 150
De VT 150 is een tweedelig diesel hydraulische treinstel voor het regionaal personenvervoer van de Eisenbahnen und Verkehrsbetriebe Elbe-Weser GmbH (EVB).

## Geschiedenis
Het treinstel werd in de jaren 1970 ontworpen door Bundesbahn-Zentralamt München samen met Waggonfabrik Uerdingen ter vervanging van de 795 en 798 ook wel Uerdinger Schienenbus genoemd. Ook moesten deze treinen de Baureihe 515 gaan vervangen.
De EVB is op 1 januari 1981 ontstaan door een fusie tussen de Bremervörde-Osterholzer Eisenbahn GmbH (BOE) en de Wilstedt-Zeven-Tostedter Eisenbahn GmbH (WZTE). In 1991 werd de bedrijfsvoering uitgevoerd van de Deutschen Bundesbahn de trajecten in de driehoek tussen Bremerhaven, Bremen en Hamburg en de rest van het traject Spoorlijn Hannover - Bremervörde, de Spoorlijn Bremerhaven-Wulsdorf - Buchholz en Moorexpress, tussen Hesedorf en Stade. In 1993 fuseerde de EVB met de Buxtehude-Harsefelder Eisenbahn.
De treinen van de Eisenbahnen und Verkehrsbetriebe Elbe-Weser GmbH (EVB) zijn uit de Baureihe 628.4 en bestaan uit een motorwagen en een motorloos stuurstandrijtuig van de Baureihe 928.4. Bij deze treinen werden de beide balkons bij de overgang vergroot en grotere deuren gemonteerd.

## Constructie en techniek
Deze trein is opgebouwd uit een stalen frame van geprofileerde platen. De draaistellen zijn vervaardigd door Wegmann. De wielen hebben een kleinere diameter dan gebruikelijk. Deze treinen kunnen tot zes eenheden gecombineerd rijden. De treinstellen zijn uitgerust met luchtvering.

## Treindiensten
Deze treinen worden/werden sinds 1993 tot 2011 door de Eisenbahnen und Verkehrsbetriebe Elbe-Weser GmbH (EVB) ingezet op de volgende trajecten:
- Bremerhaven – Hamburg-Neugraben
- Bremervörde – Stade